# Солдат (фильм, 1998)
«Солда́т» (англ. Soldier) — американско-британский фантастический боевик 1998 года, снятый режиссёром Полом У. С. Андерсоном. Главную роль Тодда, солдата от рождения, исполнил актёр Курт Рассел. Сценарий фильма написал Дэвид Вебб Пиплз — соавтор «Бегущего по лезвию». По его собственным словам, события обоих фильмов происходят в одной и той же вселенной. В фильме «Солдат» есть и другие аллюзии на разные рассказы Филипа Дика.

## Сюжет
Ближайшее будущее. Сержант Тодд был отобран в солдаты ещё младенцем. С раннего детства в нём воспитывали безжалостного военного, и на этом поприще он стал одним из лучших. К 40 годам за его плечами длинный список участия в боевых конфликтах. Однажды полковник Мейкум приводит на космический корабль группу солдат-репликантов, произведённых методами генной инженерии. Мейкум устраивает соревнование: в беге один из новых солдат-репликантов Кейн-607 намного превышает по скорости и выносливости солдат-старослужащих. Раздосадованный капитан Чёрч предлагает устроить спарринг между солдатами, Мейкум предлагает выставить Кейна против нескольких старослужащих. Кейн побеждает их, но Тодду удаётся выбить ему глаз. По приказу Мейкума тела побеждённых солдат выбрасывают на планету-свалку Аркадия.
На Аркадии живут люди, выжившие после крушения их корабля и ставшие пленниками планеты. Тодд добирается до их поселения, но получает травмы, снесённый сильным порывом ветра. Поселенцы выхаживают сержанта. Его принимает к себе семья Мейса и Сандры, у них подрастает маленький сын Нейтан, онемевший после укуса ядовитой змеи. Однако боевое прошлое Тодда не может уйти бесследно. Люди напуганы странностями поведения сержанта, община изгоняет его из своего лагеря.
Нейтан, воспользовавшись уроками Тодда, расправляется со змеёй, заползшей в постель к его родителям. Мейс понимает, что они были не правы по отношению к Тодду и решает привести его обратно. Тем временем Мейкум решает провести учения на планете Аркадия, солдаты-репликанты высаживаются на свалке, у них приказ считать всех встречных врагами. Группа Кейна замечает Мейса и Тодда и обстреливает их. Мейсу взрывом отрывает ногу, он умирает на руках Тодда. Штурмовая группа врывается в лагерь общины, жители не могут противостоять вышколенным бойцам. Подошедший Тодд истребляет всех штурмовиков. Он говорит Сандре, что придут новые штурмовики и собирается убить их всех, несмотря на неравенство в силах: 17 против одного. Тодд отвергает помощь общины, заявив: «Драться с солдатами должны солдаты». 
По совету Чёрча ночью выдвигаются две боевые машины, готовясь разнести лагерь общины. Тодд в одиночку вступает в бой с репликантами. В неравном бою он побеждает всех врагов, захватывает боевую машину и таранит машину Кейна, уже начавшего обстреливать лагерь. Кейн выбирается из упавшей с обрыва машины и верный приказу собирается истребить жителей общины, но на его пути становится Тодд. В рукопашном бою Тодду удаётся перехитрить и убить противника. Мейкум решает взорвать планету и приказывает группе старослужащих, которых уже не считают солдатами, разместить мощный подрывной заряд. Заметив Тодда с выжившими, старослужащие переходят на его сторону. Они подбирают их на борт, вышвыривают из корабля офицеров вместе с Мейкумом и улетают на корабле, взрыв уничтожает планету. Тодд показывает Нейтану звезду, к которой они летят.  

## Исполнители ролей
| Актёр            | Роль                 |
| ---------------- | -------------------- |
| Курт Рассел      | сержант Тодд (№3465) |
| Уайатт Рассел    | Тодд в 11 лет        |
| Джейсон Скотт Ли | Кейн-607             |
| Джейсон Айзекс   | полковник Мейкум     |
| Гэри Бьюзи       | капитан Чёрч         |
| Конни Нильсен    | Сандра               |
| Шон Пертви       | Мейс                 |
| Корбин Блю       | Джонни               |
| Сара Пэкстон     | Энжи                 |
| Карстен Нёргор   | Грин                 |
| Майкл Чиклис     | Джимми Пиг           |

## Реакция публики
Как и когда-то «Бегущий по лезвию», фильм «Солдат» потерпел полный провал по кассовым сборам. В то время как на фильм было затрачено 75 млн долларов США, из которых 20 млн ушло на гонорар Расселу, в кинотеатрах США фильм собрал менее 15 млн.